# アルティプラーノ

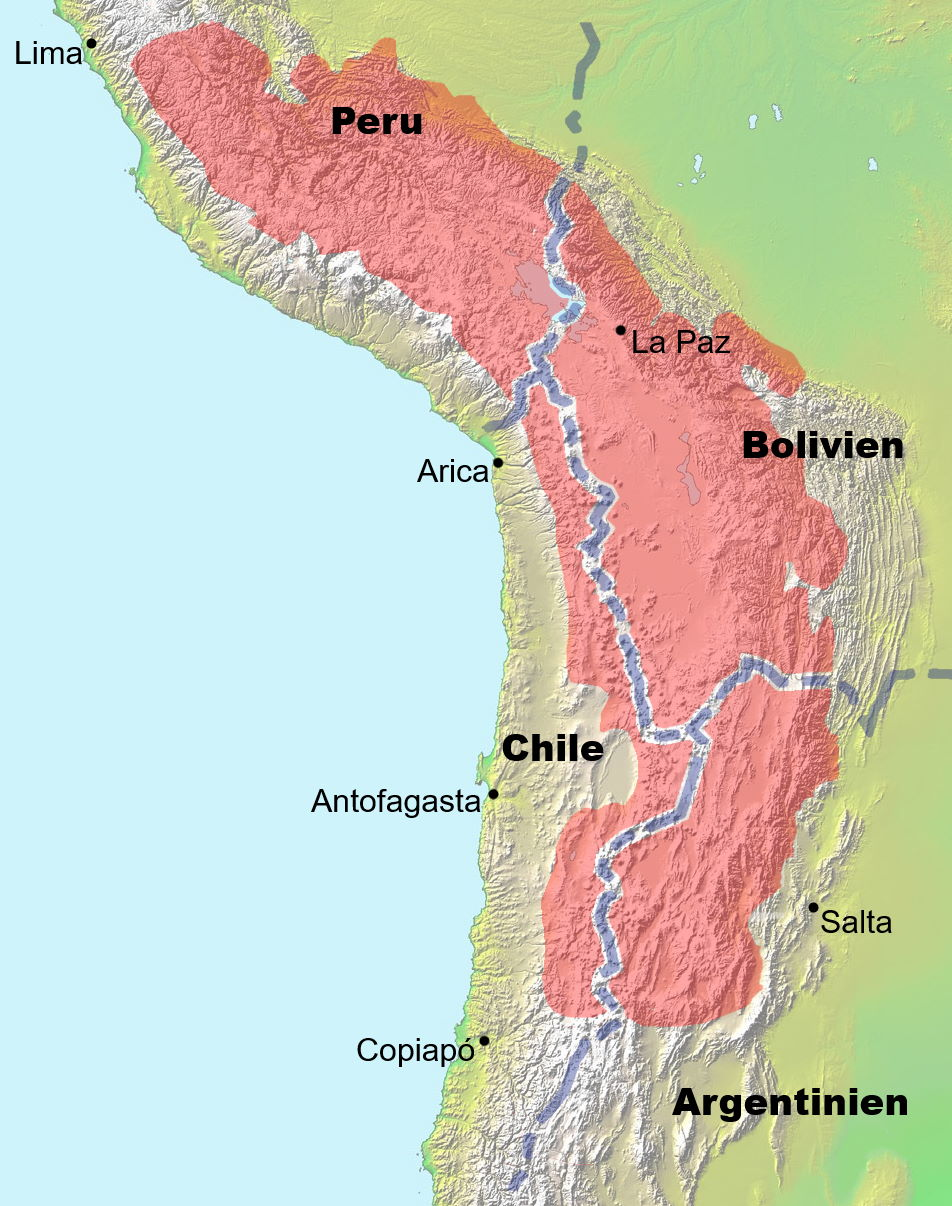
アルティプラーノ（赤色）

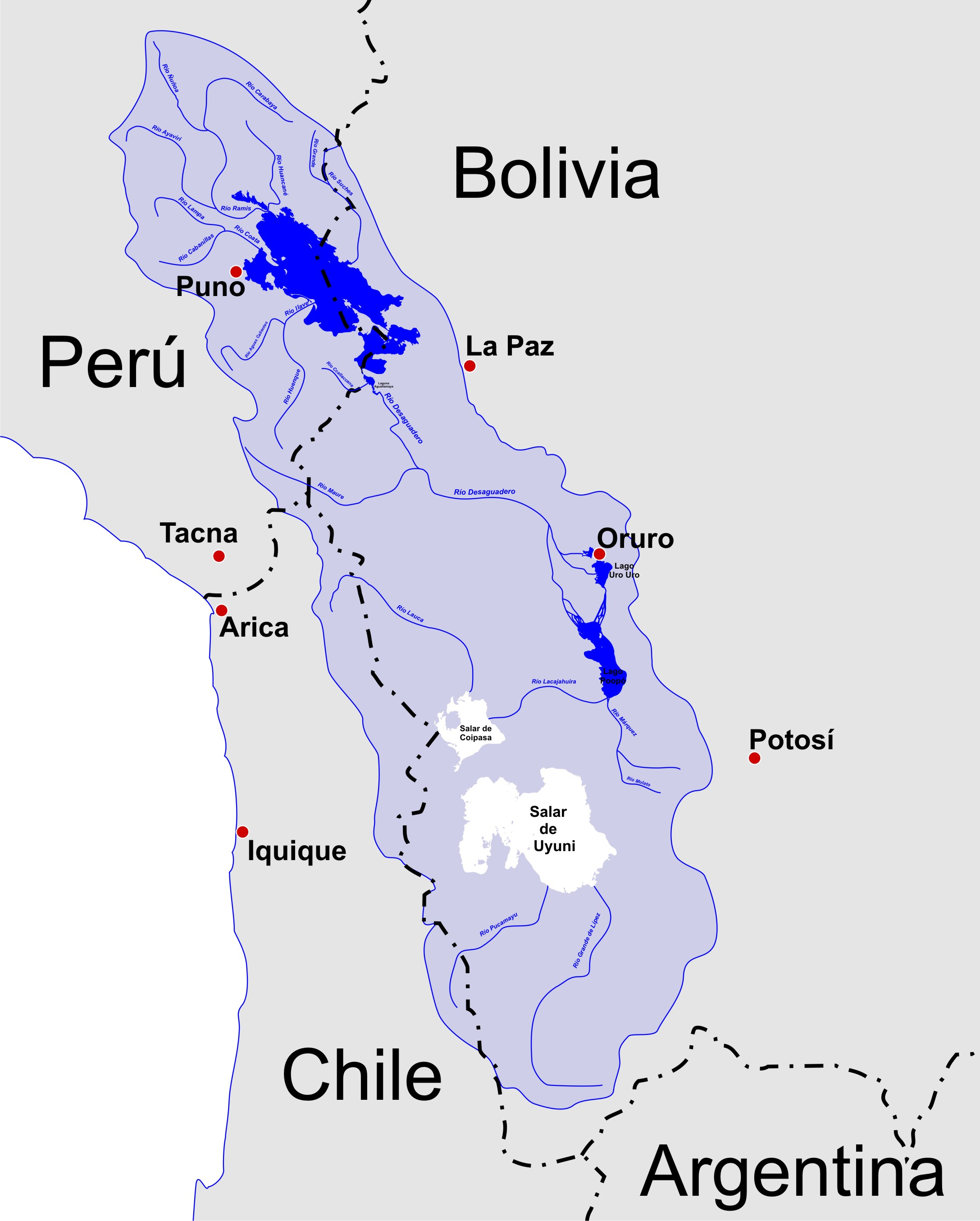
アルティプラーノを特徴づける内陸流域

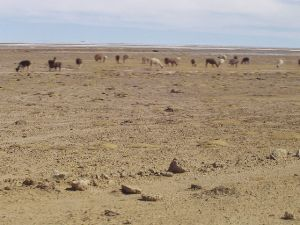
アルティプラーノの大地をゆくラマ

アルティプラーノ（スペイン語: altiplanoまたはaltiplanicie アルティプラニシエ：「高く、平らな土地」の意）は、一般的に新生代に形成された2つかそれ以上の山脈（同時期に隆起したとは限らない）の間に広がる、標高の高い平坦な高原地帯。具体的地名としては、南アメリカ大陸西部のアンデス山脈のうち、ペルー南部からボリビア、チリ北部などにかけてを指す。
アンデス山脈は、オクシデンタル山脈（西山系）とオリエンタル山脈（東山系）という2列に山脈が平行して走っている。しかし、およそ南緯14度付近から、このアンデス山脈の間が広がり始め、標高およそ4000m前後で広大な高原地帯が広がり始める。この高原地帯をアルティプラーノと呼ぶ。その北部にチチカカ湖、中部にポオポ湖が存在する。
標高が4,000m前後あるため、冷涼で乾燥した気象条件を備える。その厳しい気候のため大木はほとんど生えず、赤茶けた大地が延々と広がっている。現在では、雑穀や麦類、塊茎類（ジャガイモ）、豆類などの農耕のほか、羊、リャマ、牛などの放牧が行なわれている。
アルティプラーノにある、観光地ともなっている地形や都市を以下に列挙する。
- チチカカ湖 - 大きな湖としては世界最高地点
- ポオポ湖 - チチカカ湖と川でつながる塩湖
- ウユニ塩原 - 広大な塩の湖
- ラグナ・コロラダ[1]

- ラパス市 - アルティプラーノの窪地に作られた世界最高地にある首都
- エル・アルト市 - ラパスの郊外化によって隣接南西部のアルティプラーノ上に発展した世界最高立地の市街
- オルロ - 南米三大カーニバルの一つが行なわれる、ボリビアの地方都市